# Сиургус Донигала
Сиу̀ргус Донига̀ла (на италиански: Siurgus Donigala; на сардински: Sriugus Donigalla, Сриугус Донигала) е село и община в Южна Италия, провинция Южна Сардиния, автономен регион и остров Сардиния. Разположено е на 452 m надморска височина. Населението на общината е 2110 души (към 2010 г.).